# صلح الحديبية
صُلْحُ ٱلْحُدَيْبِيَةِ صلحٌ عُقد قربَ مكةَ في الحديبيَة، وهي بئر طرف الحرم على تسعة أميال من مكة، وكان سنةَ 6 هـ في ذي القَعدة (مارِس 628 م)، بين المسلمين ومشركي قريش، وعليه عُقدت بينهما هدنة مدتها عشر سنوات.
بعد أن خرج النبي ومعه نحو ألف وأربعمائة صحابي معتمرًا إلى البيت الحرام، فمنعتهم قريش، وعقدوا صلحًا معه أن يرجع هذا العام، ويدخلوا للعمرة في العام التالي، وأن توضع الحرب بين الطرفين عشر سنين، وأن من أحب أن يدخل في عقد محمد وعهده دخل فيه، ومن أحب أن يدخل في عقد قريش وعهدهم دخل فيه، وتعدُّ القبيلة التي تنضم إلى أي الفريقين جزءا من ذلك الفريق، فأي عدوان تتعرض له أي من هذه القبائل يعتبر عدوانًا على ذلك الفريق. دخلت بعد ذلك قبيلة خزاعة في عهد النبي، ودخل بنو بكر بن عبد مناة من كنانة في عهد قريش. فما لبِثَوا أنْ نقضوا الهدنة؛ لاعتداء بني بكر بن عبد مناة من كِنانة على بني خزاعة.

## بداية الأحداث

### الرؤيا

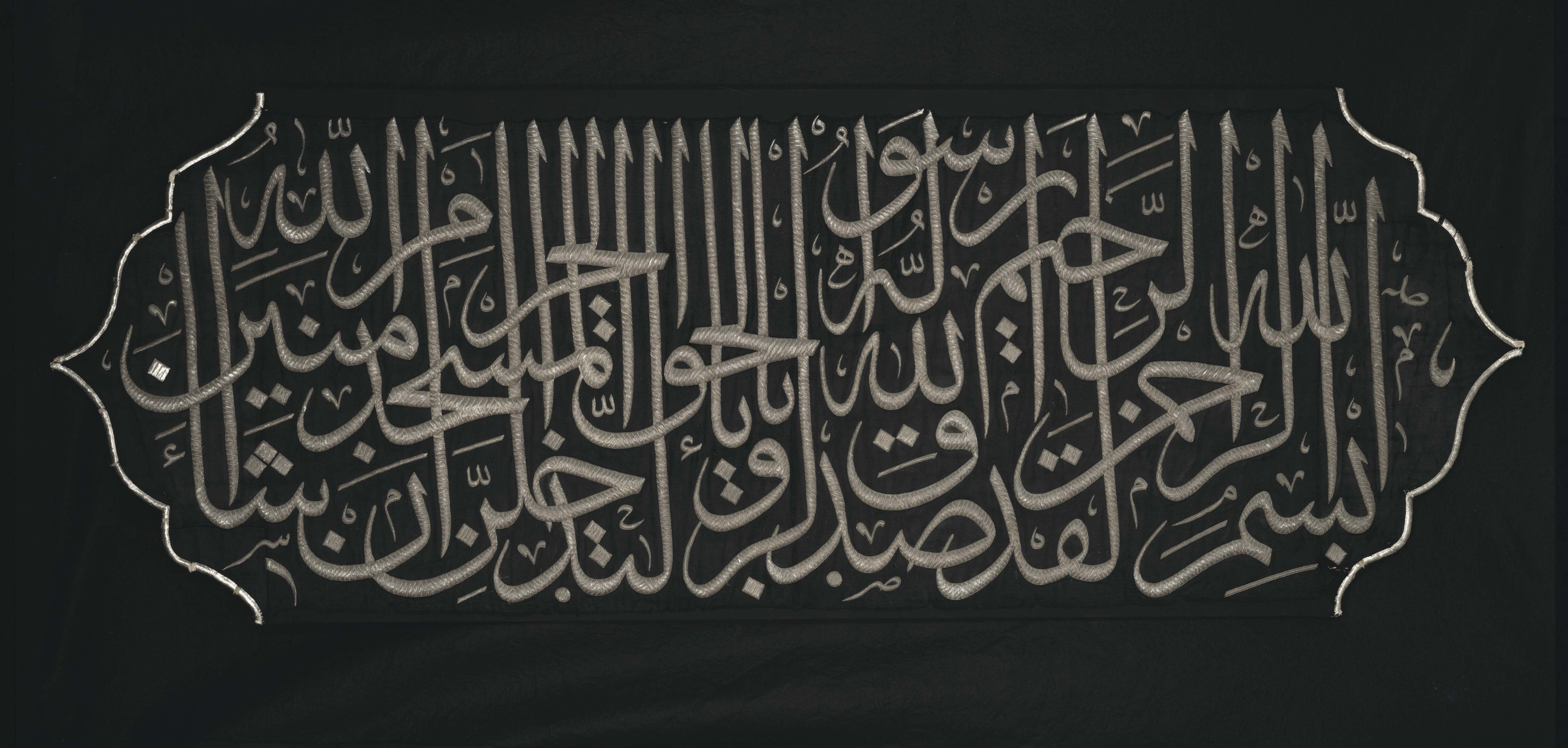
لوحة من ستارة باب الكعبة في القرن التاسع عشر، تحتوي على جزء من الآية 27 من سورة الفتح التي تتحدث عن رؤيا النبي بدخول مكة معتمرًا.

رأى النبي في منامه أنه دخل هو وأصحابه المسجد الحرام، فقال لهم: إني قد رأيت أنكم ستدخلون المسجد الحرام محلقين رؤوسكم ومقصرين. وقص النبي رؤياه على أصحابه فاستبشروا بها وعبروها أنهم داخلون إلى مكة بعمرتهم التي خرجوا لأجلها. فلما جرى الصلح وتأهب الناس إلى القفول أثار بعض المنافقين ذكر الرؤيا فقالوا: فأين الرؤيا فو الله ما دخلنا المسجد الحرام ولا حلقنا وقصرنا. فنزلت الآية تصديقًا لرؤيا النبي: ﴿لَقَدْ صَدَقَ اللَّهُ رَسُولَهُ الرُّؤْيَا بِالْحَقِّ لَتَدْخُلُنَّ الْمَسْجِدَ الْحَرَامَ إِنْ شَاءَ اللَّهُ آمِنِينَ مُحَلِّقِينَ رُءُوسَكُمْ وَمُقَصِّرِينَ لَا تَخَافُونَ فَعَلِمَ مَا لَمْ تَعْلَمُوا فَجَعَلَ مِنْ دُونِ ذَلِكَ فَتْحًا قَرِيبًا ۝٢٧﴾ [الفتح:27]، وتأويلها دخول النبي مكة في عمرة القضاء في العام التالي لصلح الحديبية.

### التحضير للخروج
أمر النبي أصحابه باتخاذ الاستعدادات لأداء مناسك العمرة في مكة، بعد أن رأى في منامه أنه دخل هو وأصحابه المسجد الحرام، واستنفر النبي العرب ومن حوله من أهل البوادي من الأعراب ليخرجوا معه، ساق معه الهدي وأحرم بالعمرة لتعلم قريش أنه خرج زائرًا للبيت الحرام. فأسرعوا وتهيأوا ودخل النبي بيته فاغتسل ولبس ثوبين وركب راحلته القصواء وخرج. فخرج منها يوم الاثنين غرة ذي القعدة سنة 6 هـ، ومعه زوجته أم سلمة، ونحو 1400 أو 1500 من الصحابة، ولم يخرج بسلاح، إلا سلاح المسافر (السيوف في القُرُب)، وساق معه 70 بدنة. فيها جمل أبي جهل الذي غنمه يوم بدر. وأحرم ولبَّى وقدم عباد بن بسر أمامه طليعة في عشرين فرسًا من خيل المسلمين. واستخلف على المدينة نميلة بن عبد الله الليثي وقيل: استخلف عبد الله بن أم مكتوم.
وكان الرسول يخشى أن تتعرض له قريش بحرب أو يصدوه عن البيت الحرام، واستنفر العرب ومن حوله من أهل البوادي من الأعراب ليخرجوا معه، فأبطأ عليه كثير من الأعراب، وخرج النبي بمن معه من المهاجرين والأنصار ومن لحق به من العرب، وساق معه الهدي، وأحرم بالعمرة ليأمن الناس من حربه، وليعلم الناس أنه إنما خرج زائرا لهذا البيت ومعظما له.
ونزلت الآيات عن تخلف الأعراب في سورة الفتح، قال الله تعالى: ﴿سَيَقُولُ لَكَ الْمُخَلَّفُونَ مِنَ الْأَعْرَابِ شَغَلَتْنَا أَمْوَالُنَا وَأَهْلُونَا فَاسْتَغْفِرْ لَنَا يَقُولُونَ بِأَلْسِنَتِهِمْ مَا لَيْسَ فِي قُلُوبِهِمْ قُلْ فَمَنْ يَمْلِكُ لَكُمْ مِنَ اللَّهِ شَيْئًا إِنْ أَرَادَ بِكُمْ ضَرًّا أَوْ أَرَادَ بِكُمْ نَفْعًا بَلْ كَانَ اللَّهُ بِمَا تَعْمَلُونَ خَبِيرًا ۝١١ بَلْ ظَنَنْتُمْ أَنْ لَنْ يَنْقَلِبَ الرَّسُولُ وَالْمُؤْمِنُونَ إِلَى أَهْلِيهِمْ أَبَدًا وَزُيِّنَ ذَلِكَ فِي قُلُوبِكُمْ وَظَنَنْتُمْ ظَنَّ السَّوْءِ وَكُنْتُمْ قَوْمًا بُورًا ۝١٢﴾ [الفتح:11–12]. وقد ذكر مجاهد أن الأعراب الذي عنتهم الآية هم أعراب جهينة ومزينة، وذكر الواقدي أن الأعراب الذين انشغلوا بأموالهم وأولادهم وذراريهم هم أعراب المدينة من غفار ومزينة وجهينة وأسلم وأشجع وبني الدئل.
بينما حضر الحديبية بعض من قبائل الأعراب، فحضر زيد بن خالد الجهني من جهينة، وخرج مع النبي من أسلم مائة رجل منهم مرداس بن مالك وعبد الله بن أبي أوفى وزاهر بن الأسود، وأهبان بن أوس، وسلمة بن الأكوع، ومن غفار خفات بن أيماء، ومن مزينة عائذ بن عمرو. وتخلف عن الخروج معه معظمهم، وأعدوا للمعذرة بعد رجوع النبي أنهم شغلتهم أموالهم وأهلوهم، فأخبر الله رسوله بما بيِّتوه في قلوبهم وفضح أمرهم من قبل أن يعتذروا.

### استشارة النبي أصحابه
جاء في كلا من صحيح البخاري، ومسند أحمد، أن النبي لما وصل بغدير الأشطاط أتاه أحد عيونه، قال: «إن قريشا جمعوا لك جموعا، وقد جمعوا لك الأحابيش، وهم مقاتلوك، وصادوك عن البيت، ومانعوك.». فاستشار أصحابه هل يخالف الذين نصروا قريشًا من الأحابيش إلى مواضعهم فيسبي أهلهم، فإن جاؤوا إلى نصرهم اشتغلوا بهم، وانفرد هو وأصحابه بقريش، حيث قال النبي لأصحابه: «أشيروا علي أترون أن نميل إلى ذراري هؤلاء الذين أعانوهم -أي الأحابيش- فنصيبهم، فإن قعدوا، قعدوا موتورين محروبين، وإن يجيئوا تكن عنقا قطعها الله، أو ترون أن نؤم البيت، فمن صدنا عنه قاتلناه؟». فقال أبو بكر: «يا نبي الله إنما جئنا معتمرين، ولم نجئ نقاتل أحدًا، ولكن من حال بيننا وبين البيت قاتلناه.». فقال النبي: «امضوا على اسم الله».

### الوصول إلى الحديبية
لمّا علمت قريش بذلك، قررت منعه عن الكعبة، فأرسلوا 200 فارس بقيادة خالد بن الوليد للطريق الرئيسي إلى مكة. ولما وصل النبي لعسفان لقيه بشر بن سفيان الكلبي وأخبره بجيش قريش. وجاء في صحيح البخاري أن النبي أخذ طريقًا آخر فلم يلحظه خالد وجنده.

وذكر محمد بن سعد البغدادي وغيره في ذلك تفصيلًا أن خالد بن الوليد دنا في خيله حتى نظر إلى أصحاب رسول الله، فأمر النبي عباد بن بشر أن يأخذ فرسان المسلمين ويقيم إزاء خالد بن الوليد ومن معه. وصف أصحابه، وحانت الصلاة وصلى النبي بأصحابه صلاة الخوف. فقد أخرج أحمد في مسنده، وأبو داود في سننه، عن أبي عياش الزرقي قال:
| صلح الحديبية | كنا مع رسول الله -صلى الله عليه وسلم- بعسفان، فاستقبلنا المشركون، عليهم خالد بن الوليد، وهم بيننا وبين القبلة، فصلى بنا رسول الله الظهر، فقالوا -أي خالد بن الوليد والذين معه من المشركين-: قد كانوا على حال لو أصبنا غرتهم. ثم قالوا: تأتي عليهم الآن صلاة هي أحب إليهم من أبنائهم وأنفسهم، فنزل جبريل عليه السلام بهذه الآيات بين الظهر والعصر: ﴿وَإِذَا كُنْتَ فِيهِمْ فَأَقَمْتَ لَهُمُ الصَّلَاةَ فَلْتَقُمْ طَائِفَةٌ مِنْهُمْ مَعَكَ وَلْيَأْخُذُوا أَسْلِحَتَهُمْ فَإِذَا سَجَدُوا فَلْيَكُونُوا مِنْ وَرَائِكُمْ وَلْتَأْتِ طَائِفَةٌ أُخْرَى لَمْ يُصَلُّوا فَلْيُصَلُّوا مَعَكَ وَلْيَأْخُذُوا حِذْرَهُمْ وَأَسْلِحَتَهُمْ وَدَّ الَّذِينَ كَفَرُوا لَوْ تَغْفُلُونَ عَنْ أَسْلِحَتِكُمْ وَأَمْتِعَتِكُمْ فَيَمِيلُونَ عَلَيْكُمْ مَيْلَةً وَاحِدَةً وَلَا جُنَاحَ عَلَيْكُمْ إِنْ كَانَ بِكُمْ أَذًى مِنْ مَطَرٍ أَوْ كُنْتُمْ مَرْضَى أَنْ تَضَعُوا أَسْلِحَتَكُمْ وَخُذُوا حِذْرَكُمْ إِنَّ اللَّهَ أَعَدَّ لِلْكَافِرِينَ عَذَابًا مُهِينًا ۝١٠٢﴾ [النساء:102]. فحضرت صلاة العصر، فأمرهم رسول الله -صلى الله عليه وسلم-، فأخذوا السلاح، فصففنا خلفه صفين، ثم ركع، فركعنا جميعا، ثم رفع، فرفعنا جميعا، ثم سجد النبي -صلى الله عليه وسلم- بالصف الذي يليه، والآخرون قيام يحرسون، فلما سجدوا وقاموا، جلس الآخرون، فسجدوا في مكانهم، ثم تقدم هؤلاء إلى مصاف هؤلاء، وجاء هؤلاء إلى مصاف هؤلاء، ثم ركع، فركعوا جميعا، ثم رفع، فرفعوا جميعا، ثم سجد النبى -صلى الله عليه وسلم- والصف الذي يليه، والآخرون قيام يحرسونهم، فلما جلس، جلس الآخرون فسجدوا، ثم سلم عليهم، ثم انصرف. | صلح الحديبية |

فهذه أول صلاة خوف صلاها المسلمون، وهو الذي جزم به ابن حجر في فتح الباري بأن أول صلاة خوف صلاها المسلمون كانت في الحديبية.

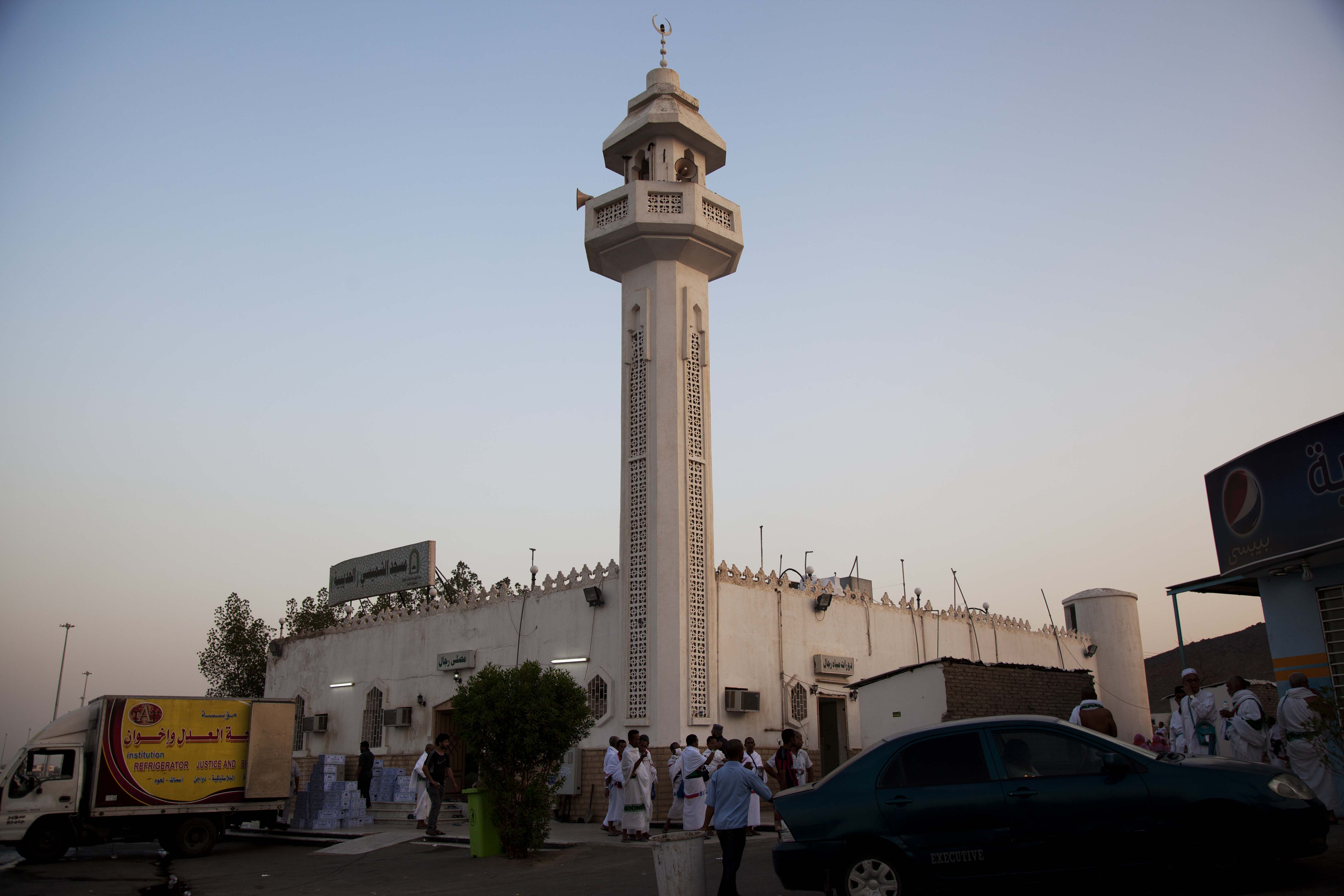
مسجد الحديبية أو ما يُعرف اليوم بمسجد الشميسي.

فلما جاء المساء، اتخذ النبي طريقًا آخر، وكان دليله في هذا الطريق حمزة بن عمرو الأسلمي. وسار النبي بأصحابه حتى دنا من الحديبية. وهي بئر طرف الحرم على تسعة أميال من مكة، سُمي المكان باسمها؛ وهي قرية متوسطة ليست بالكبيرة وبينها وبين مكة مرحلة وبينها وبين المدينةِ تسع مراحل وبعضها في الحل وبعضها في الحرم.
وبركت ناقة النبي قرب الحديبية وأبت أن تنبعث. فقال المسلمون: «خلأت القصواء». فقال النبي: «إنها ما خلأت ولكن حبسها حابس الفيل. أما والله لا يسألوني اليوم خطة فيها تعظيم حرمة الله إلا أعطيتهم إياها». ثم زجرها فوثبت، فعدل عنهم حتى نزل بأقصى الحديبية على ثمد قليل الماء. فلما نزل المسلمون بجانب البئر، لم يجدوا ماءً به، فأخرج النبي سهمًا من كنانته، فأعطاه رجلًا من أصحابه، فغرزه في البئر، فتدفق الماء وهم جلوس على شفير البئر. وأمطرت السماء بالحديبية مرارًا وكثرت المياه.
وقد ذكر ابن إسحاق أن قريشًا كانوا بعثوا أربعين رجلًا منهم أو خمسين رجلًا، وأمروهم أن يطيفوا بمعسكر المسلمين، ليصيبوهم فرموهم بالحجارة والنبل، فأسرهم المسلمون، فعفا عنهم النبي، وخلى سبيلهم.
ذكر ابن إسحاق أن النبي دعا خراش بن أمية الخزاعي، فبعثه إلى قريش بمكة، وحمله على بعير له، ليبلغ أشرافهم عنه ما جاء له، فعقروا به جمل النبي، وأرادوا قتله، فمنعته الأحابيش، فخلوا سبيله، حتى رجع إلى النبي.

### إرسال عثمان إلى قريش وبيعة الرضوان
| «بينما نحن قافلون من الحديبية، نادى منادي النبي ﷺ: أيها الناس، البيعة البيعة! نزل روح القدس. فسرنا إلى رسول الله، وهو تحت شجرة سمرة، فبايعناه، وذلك قول الله تعالى: ﴿لقد رضي الله عن المؤمنين إذ يبايعونك تحت الشجرة﴾.» |
| — سلمة بن الأكوع |

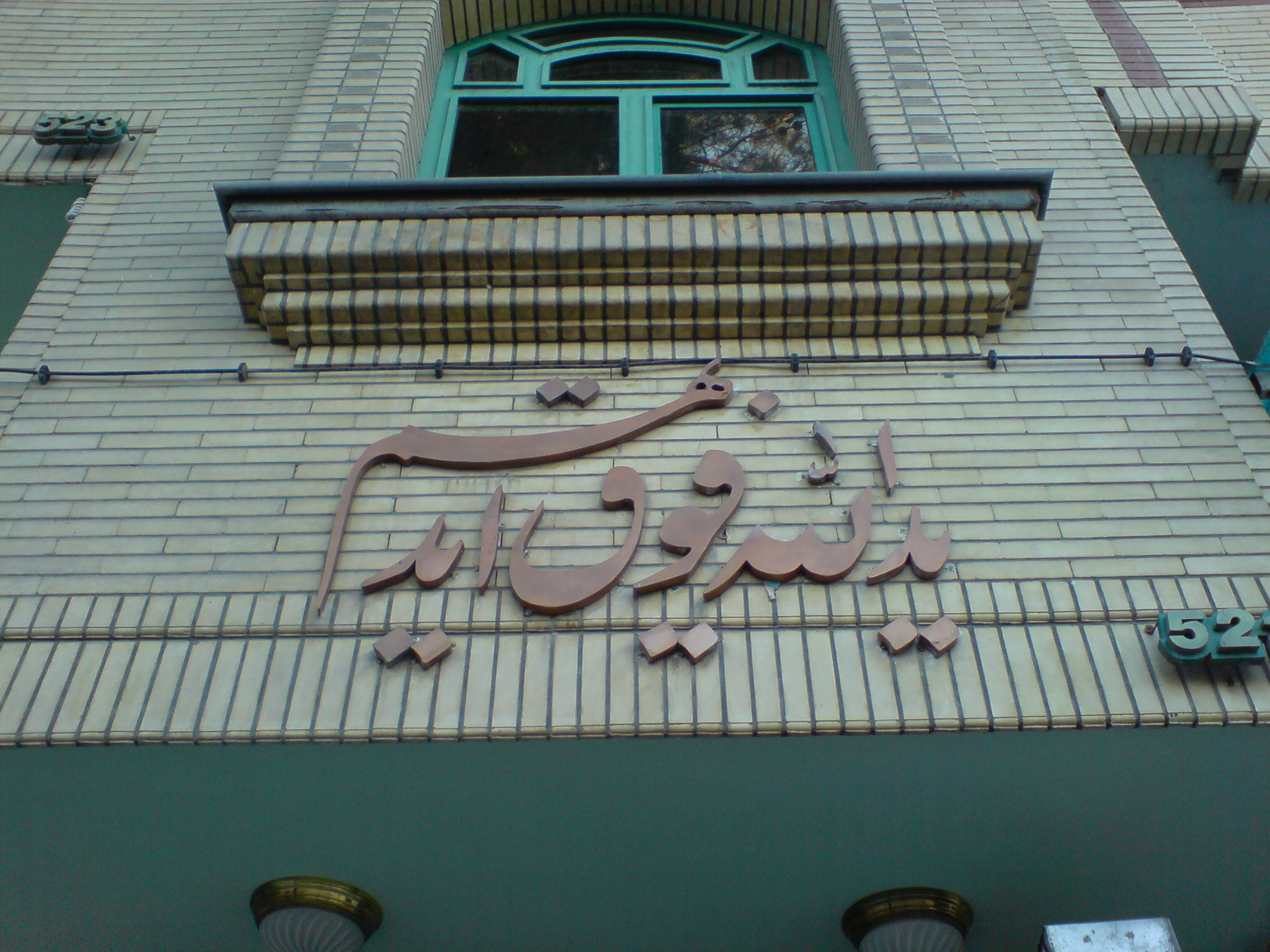
مكتوبة على أحد مباني نيسابور، وهي جزء من الآية العاشرة من سورة الفتح التي نزلت في أهل بيعة الرضوان.

أراد النبي أن يبعث أحد الصحابة للتفاوض مع قريش على دخول مكة للعمرة، فدعا عمر بن الخطاب، ولكن عمر قال: «إني أخاف قريشًا على نفسي، وليس بمكة من بني عدي أحد يمنعني، وقد عرفت قريش عداوتي إياها وغلظتي عليها، ولكني أدلك على رجل أعز بها مني عثمان بن عفان»، فدعا النبي عثمان بن عفان، فانطلق عثمان إلى مكة، وقال أخبرهم أنا لم نأت لقتال وإنما جئنا عمارا، وادعهم إلى الإسلام وأمره أن يأتي رجالا بمكة مؤمنين ونساء مؤمنات؛ فيبشرهم بالفتح وأن الله عز وجل مظهر دينه بمكة. فلقيه أبان بن سعيد بن العاص وأجاره في بيته، وذهب عثمان إلى أبي سفيان بن حرب وأشراف مكة يخبرهم أن المسلمين لم يأتوا لحرب وإنما جاءوا زائرين للبيت الحرام، فقالوا لعثمان: «إن شئت أن تطوف بالبيت فطف». فقال: «ما كنت لأفعل حتى يطوف به رسول الله صلى الله عليه وسلم»، فاحتبسته قريش عند ذلك ثلاثة أيام، فبلغ المسلمين أن عثمان قد قتل. وقيل: أن عثمان بن عفان دخل مكة ومعه عشرة من الصحابة ليزوروا أهاليهم ولم يذكروا أسماءهم، فلما احتبست قريش عثمان عندها ثلاثة أيام، أشاع الناس أنهم قتلوه.
فعندئذٍ قال النبي للصحابة: «لا نبرح حتى نناجز القوم»، ودعا المسلمين إلى البيعة على القتال حتى الموت، وأمر عمر بن الخطاب أن ينادي الناس إلى البيعة، فكانت بيعة الرضوان تحت الشجرة، وكانت البيعة كما قال سلمة بن الأكوع على عدم الفرار وأنه إما الفتح وإما الشهادة، وكان الناس يقولون أن البيعة كانت على الموت، وكان جابر بن عبد الله يقول: «إن رسول الله صلى الله عليه وسلم لم يبايعنا على الموت، ولكن بايعنا على أن لا نفر.»
كان عدد المبايعين في ذلك اليوم يُقدَّر بقرابة ألف وأربعمائة من الصحابة، كما يعدّ علماء المسلمين عثمان بن عفان ممن حضر البيعة؛ لأن النبي بايع عنه، فوضع يده اليمنى على اليسرى وقال: «اللهم هذه عن عثمان.». ثم علم المسلمون أن خبر مقتل عثمان كان باطلًا، وكانت البيعة سبب من أسباب صلح الحديبية، فلما علمت قريش بهذه البيعة خافوا وأشار أهل الرأي فيهم بالصلح. ورجع عثمان بن عفان إلى المسلمين بعد ذلك.

## المفاوضات
جاء النبي بديل بن ورقاء ونفر من خزاعة ناصحين له، فقال لهم النبي «إنّا لم نجيء لقتال أحد، ولكنا جئنا معتمرين، وإن قريشًا قد نهكتهم الحرب وأضرّت بهم، فإن شاءوا ماددتهم، ويخلّوا بيني وبين الناس، وإن شاءوا أن يدخلوا فيما دخل فيه الناس فعلوا، وإلا فقد جَمُّوا، وإن هم أبَوا إلا القتال فوالذي نفسي بيده لأقاتلنهم على أمري هذا حتى تنفرد سالفتي، أو لينفذنّ الله أمره». فعادوا إلى قريش موصلين تلك الرسالة.
فبعثت قريش الحليس بن علقمة الكناني سيد الأحابيش بني الحارث بن عبد مناة بن كنانة وحلفاء قريش فلما رآه الرسول قال: «إن هذا من قومٍ يتألّهون، فابعثوا الهدي في وجهه حتى يراه»، فلما رأى الحليس بن علقمة الهدي يسيل عليه من عرض الوادي في قلائده، وقد أكل أوباره من طول الحبس عن محله، رجع إلى قريش ولم يصل إلى الرسولِ محمدٍ إعظامًا لما رأى، فقال لهم ذلك، فقالوا له: «اجلس، فإنَّما أنت أعرابيٌّ لا علمَ لك»، فغضب عند ذلك الحليس وقال: «يا معشر قريش، والله ما على هذا حالفناكم، ولا على هذا عاقدناكم، أيُصَدُّ عن بيت الله من جاء معظِّماً له؟ والذي نفس الحليس بيده، لَتَخلنَّ بين محمد وبين ما جاء له، أو لأنفرنَّ بالأحابيش نفرة رجلٍ واحد»، فقالوا له: «مه، كف عنا يا حليس حتى نأخذ لأنفسنا ما نرضى به».
ثم بعثت قريش عروة بن مسعود الثقفي، ليفاوض المسلمين، فأعاد النبي عليه نفس العرض، فقال عروة: «أي محمد، أرأيت إن استأصلت أمر قومك، هل سمعت بأحد من العرب اجتاح أهله قبلك، وإن تكن الأخرى، فإني والله لأرى وجوها، وإني لأرى أشوابًا من الناس خليقا أن يفروا ويدعوك.»، فقال أبو بكر الصديق: «امصص بظر اللات، أنحن نفر عنه وندعه؟»، فقال: «من ذا؟» قالوا: «أبو بكر»، قال: «أما والذي نفسي بيده، لولا يد كانت لك عندي لم أجزك بها لأجبتك». وجعل يكلم النبي، فكلما تكلم أخذ بلحيته، والمغيرة بن شعبة قائم على رأس النبي، فكلما أهوى عروة بيده إلى لحية النبي ضرب يده بنعل السيف، وقال له: «أخر يدك عن لحية رسول الله»، فرفع عروة رأسه، فقال: «من هذا؟» قالوا: «المغيرة بن شعبة»، فقال: «أي غدر» - يعيِّره، حيث كان المغيرة قد غَدَرَ بقومٍ في الجاهلية - ثم أسلم بعد ذلك. وظل عروة يرمق أصحاب النبي بعينيه، ثم عاد لمكة قائلاً: «أي قوم، والله لقد وفدت على الملوك، ووفدت على قيصر وكسرى والنجاشي، والله ما رأيتُ ملكًا يعظّمه أصحابه ما يعظم أصحاب محمد محمدًا، والله ما تَنَخَّمَ نخامة إلا وقعت في كف رجل منهم، فدلك بها وجهه وجلده، وإذا أمرهم ابتدروا أمره، وإذا توضأ كادوا يقتتلون على وَضوئه، وإذا تكلم خفضوا أصواتهم عنده، وما يُحِدُّون إليه النظر تعظيمًا له، وقد عرض عليكم خطة رُشْدٍ فاقبلوها.».
فبعثت قريش رجلًا من بني كنانة، فلما رآه النبي مقبلًا، قال: «هذا فلان، وهو من قوم يعظمون البدن، فابعثوها له». فبعثت له، واستقبله الناس يُلبّون، فلما رأى ذلك قال: «سبحان الله، ما ينبغي لهؤلاء أن يصدوا عن البيت»، فلما رجع إلى أصحابه قال: «رأيت البدن قد قلدت وأشعرت، فما أرى أن يصدوا عن البيت». ثم بعثت قريش مكرز بن حفص بن الأخيف، فلما رآه النبي مقبلًا قال: «هذا مكرز، وهو رجل فاجر»ـ فكلمه بنحو مما كلم به صاحبيه، فينما يكلمه جاء سهيل بن عمرو.

## الصلح
بعثت قريش سهيل بن عمرو، فقال النبي: «لقد سهل لكم من أمركم». فقال سهيل: «هات اكتب بيننا وبينكم كتابًا»، فدعا النبي علي بن أبي طالب لكتابة الصلح، فقال النبي: «بسم الله الرحمن الرحيم». قال سهيل: «أما الرحمن فوالله ما أدري ما هو، ولكن اكتب باسمك اللهم كما كنت تكتب»، فقال المسلمون: «والله لا نكتبها إلا بسم الله الرحمن الرحيم»، فقال النبي: «اكتب باسمك اللهم». ثم قال: «هذا ما قاضى عليه محمد رسول الله». فقال سهيل: «والله لو كنا نعلم أنك رسول الله ما صددناك عن البيت ولا قاتلناك، ولكن اكتب: محمد بن عبد الله»، فقال النبي: «أنا رسول الله، وأنا محمد بن عبد الله». ثم قال لعلي: «امح: رسول الله». قال علي: «لا والله لا أمحوك أبدا»، فأخذ رسول الله الكتاب فسأل عن مكان الكلمة فمحاها. فقال له النبي: «على أن تخلوا بيننا وبين البيت فنطوف به». فقال سهيل: «والله لا تتحدث العرب أنا أخذنا ضغطة، ولكن ذلك من العام المقبل»، فكتب، فقال سهيل: «وعلى أنه لا يأتيك منا رجل، وإن كان على دينك إلا رددته إلينا». قال المسلمون: «سبحان الله، كيف يرد إلى المشركين وقد جاء مسلمًا»، فبينما هم كذلك إذ دخل أبو جندل بن سهيل بن عمرو يرسف في قيوده، وقد خرج من أسفل مكة حتى رمى بنفسه بين أظهر المسلمين، فقال سهيل: «هذا يا محمد أول ما أقاضيك عليه أن ترده إلي»، فقال النبي: «إنا لم نقض الكتاب بعد». قال «فوالله إذا لم أصالحك على شيء أبدا»، قال النبي: «فأجزه لي». قال: «ما أنا بمجيزه لك»، قال: «بلى فافعل». قال: «ما أنا بفاعل»، قال مكرز: «بل قد أجزناه لك»، قال أبو جندل: «أي معشر المسلمين، أرد إلى المشركين وقد جئت مسلما، ألا ترون ما قد لقيت؟» وكان قد عذب.

### نص الصلح
كان علي بن أبي طالب هو كاتب الصلح، وحسب رواية ابن إسحاق فإن نص الصلح كان:
| صلح الحديبية | هذا ما صالح عليه محمد بن عبد الله سهيل بن عمرو: 1. اصطلحا على وضع الحرب عن الناس عشر سنين يأمن فيهن الناس ويكف بعضهم عن بعض. 2. على أنه من أتى محمدًا من قريش بغير إذن وليِّه رده عليهم، ومن جاء قريشًا ممن مع محمد لم يردوه عليه. 3. وإن بيننا عيبة مكفوفة. 4. وأنه لا إسلال ولا إغلال. 5. وأنه من أحب أن يدخل في عقد محمد وعهده دخل فيه، ومن أحب أن يدخل في عقد قريش وعهدهم دخل فيه. 6. وأنك ترجع عامك هذا، فلا تدخل علينا مكة، وأنه إذا كان عام قابل خرجنا عنك، فدخلتها بأصحابك، فأقمت فيها ثلاثًا، معك سلاح الراكب؛ السيوف في القرب، لا تدخلها بغيرها. | صلح الحديبية |

أشهد النبي على الكتاب رجالًا من المسلمين وهم: أبو بكر الصديق، وعمر بن الخطاب، وعثمان بن عفان، وعبد الرحمن بن عوف، وسعد بن أبي وقاص، وأبو عبيدة بن الجراح، ومحمد بن مسلمة. وشهد من المشركين: حويطب بن عبد العزى، ومكرز بن حفص، وكتبت هذه الشروط على نسختين، نسخة للرسول، ونسخة لقريش.
ودخلت قبيلة خزاعة في عهد النبي، ودخل بنو بكر بن عبد مناة من كنانة في عهد قريش.

### موقف الصحابة من الصلح
كان المسلمون يعتقدون أن خروجهم سينتهي بفتح مكة؛ استنادًا على رؤيا النبي التي رآها وقصّها عليهم، فأصبهم الهم لما علموا برجوعهم إلى المدينة دون أداء العمرة. ومما زاد هم المسلمين وحزنهم أنهم رأوا سهيل بن عمرو يضرب أبا جندل الذي جاء مسلمًا، وجعل أبو جندل يصرخ بأعلى صوته: «يا معشر المسلمين، أرد إلى المشركين يفتنونني في ديني؟!» فزاد ذلك الناس إلى ما بهم. فقال رسول الله: «يا أبا جندل اصبر واحتسب، فإن الله جاعل لك ولمن معك من المستضعفين فرجا ومخرجا، إنا قد عقدنا بيننا وبين القوم صلحا، وأعطيناهم على ذلك وأعطونا عهد الله، وإنا لا نغدر بهم».
وذهب عمر بن الخطاب إلى النبي، يقول عمر بن الخطاب: «فأتيت نبي الله فقلت: ألست نبي الله حقا؟ قال: بلى. قلت: ألسنا على الحق وعدونا على الباطل؟ قال: بلى. قلت: فلم نعطي الدنية في ديننا إذا؟ قال: إني رسول الله، ولست أعصيه، وهو ناصري. قلت: أوليس كنت تحدثنا أنا سنأتي البيت فنطوف به؟ قال: بلى، فأخبرتك أنا نأتيه العام. قال: قلت: لا، قال: فإنك آتيه ومطوف به. فأتيت أبا بكر فقلت: يا أبا بكر، أليس هذا نبي الله حقا، قال بلى، قلت: ألسنا على الحق وعدونا على الباطل؟ قال: بلى، قلت: فلم نعطي الدنية في ديننا إذا؟ قال: أيها الرجل، إنه لرسول الله، وليس يعصي ربه، وهو ناصره، فاستمسك بغرزه، فوالله إنه على الحق؟ قلت: أليس كان يحدثنا أنا سنأتي البيت ونطوف به، قال: بلى، أفأخبرك أنك تأتيه العام؟ قلت: لا، قال: فإنك آتيه ومطوف به. فعملت لذلك أعمالًا». فكان عمر يقول: ما زلت أتصدق وأصوم وأصلي وأعتق، من الذي صنعت يومئذ! مخافة كلامي الذي تكلمت به، حتى رجوت أن يكون خيرًا.

## بعد الصلح

### التحلل من الإحرام

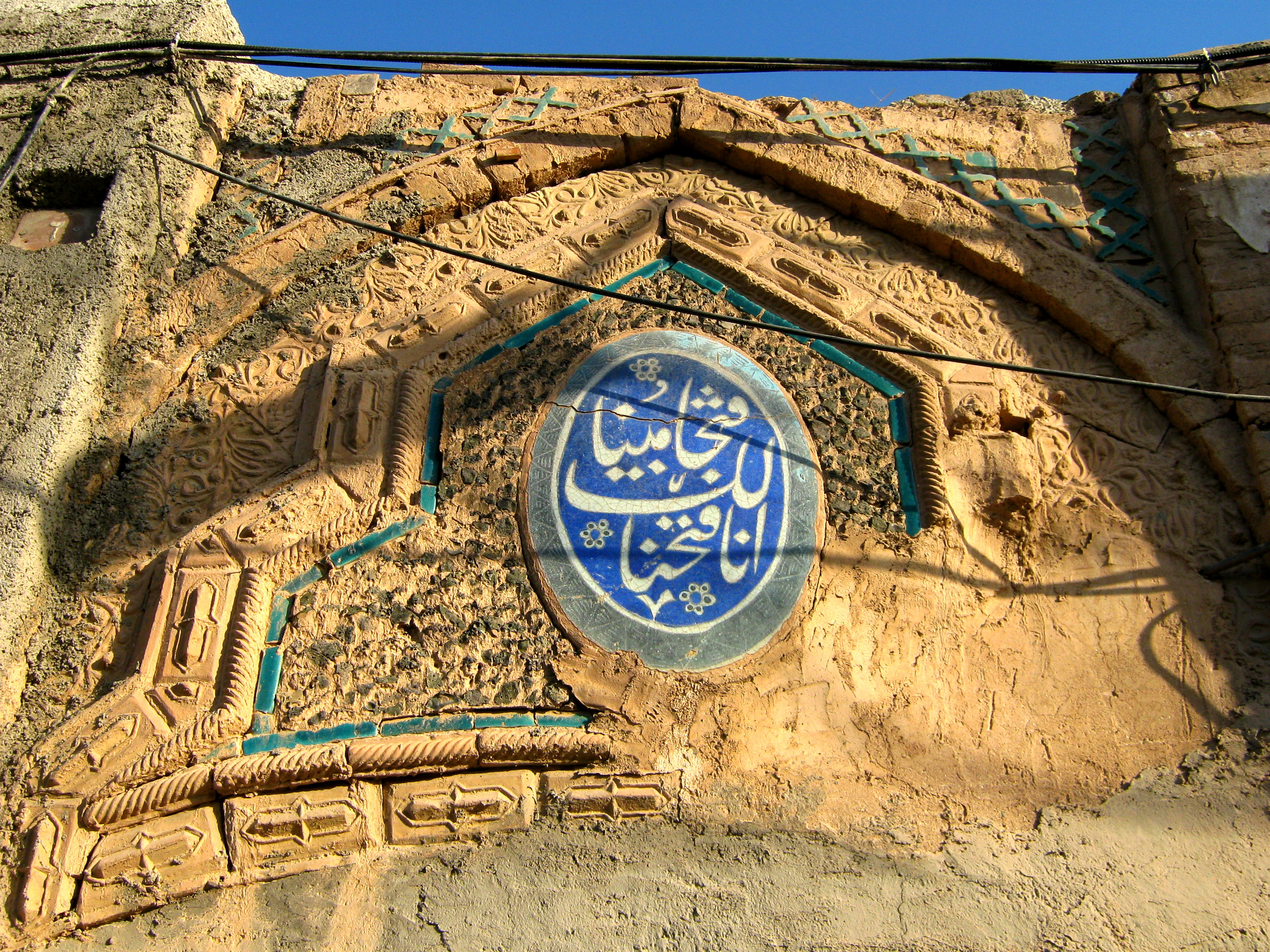
الآية الأولى من سورة الفتح علي أحد المنازل القديمة لنيسابور.

بعد الانتهاء من كتابة الصلح، قال النبي لأصحابه: «قوموا فانحروا، ثم احلقوا»، لكن لم يقم منهم رجل، وكرر ذلك ثلاث مرات، فلما لم يقم منهم أحد. دخل على أم سلمة، فذكر لها ما لقي من الناس. فقالت: «يا رسول الله! أتحب ذلك؟ اخرج، ثم لا تكلم أحدًا منهم كلمة حتى تنحر بدنك، وتدعو حالقك، فيحلقك»، فخرج رسول الله فلم يكلم أحدًا منهم، حتى فعل ذلك، فنحر بدنه، ودعا حالقه خراش بن أمية فحلق رأسه، فلما رأوا ذلك قاموا فنحروا، وجعل بعضهم يحلق بعضًا. فحَلَق رجال، وقصَّر آخرون. فقال النبي: اللهم ارحم المحلقين، قالوا: والمقصرين يا رسول الله؟ قال: اللهم ارحم المحلقين، قالوا: والمقصرين يا رسول الله؟ قال: اللهم ارحم المحلقين، قالوا: والمقصرين يا رسول الله؟ قال: والمقصرين، فقالوا: يا رسول الله: فلم ظاهرت الترحيم للمحلقين دون المقصرين؟ قال: لم يَشُكُّوا. ثم نحر الصحابة الهدي، فكانت البدنة عن سبعة، والبقرة عن سبعة.
ونزلت سورة الفتح في طريق عودته للمدينة المنورة، والمسلمون في هم وغم، بعد أن حيل بينهم وبين نسكهم، فانقلبت كآبتهم فرحًا وسرورًا.

### موقف أبي بصير
بعد أن رجع النبي إلى المدينة، فجاءه أبو بصير، رجل من قريش، وهو مسلم، فأرسلت قريش في طلبه رجلين فقالوا: «العهد الذي جعلت لنا». فدفع النبي أبا بصير إلى الرجلين، فخرجا به حتى بلغا به ذا الحليفة، فنزلوا يأكلون من تمر لهم. فقال أبو بصير لأحد الرجلين: «والله إني لأرى سيفك هذا جيدًا جدًا». فاستله الآخر فقال: «أجل، والله إنه لجيد، لقد جربت به ثم جربت». فقال أبو بصير: «أرني أنظر إليه». فأمكنه منه فضربه حتى برد. وفر الآخر حتى بلغ المدينة فدخل المسجد يعدو، فقال للنبي: «قُتل والله صاحبي وإني لمقتول». فجاء أبو بصير فقال: «يا نبي الله قد أوفي الله ذمتك، والله قد رددتني إليهم ثم أنجاني الله منهم». فقال النبي: «ويل أمه، مسعر حرب، لو كان له أحد». فلما سمع ذلك عرف أبو بصير أن النبي سيرده إلى قريش. فخرج حتى أتى البحر. وهرب من قريش أبو جندل بن سهيل فلحق بأبي بصير، فلا يخرج من قريش رجل قد أسلم إلا لحق بأبي بصير، حتى اجتمعت منهم عصابة. لا يسمعون بعير لقريش خرجت إلى الشام إلا اعترضوا لها فقتلوهم وأخذوا أموالهم. فأرسلت قريش إلى النبي تناشده الله والرحم أن يرسل إليهم، فمن أتاه منهم فهو آمن.

### هجرة المؤمنات
بعد الصلح هاجرت نسوة مؤمنات إلى النبي في المدينة، فهاجرت أم كلثوم بنت عقبة بن أبي معيط، وجاءت سبيعة الأسلمية مهاجرة هاربة من زوجها صيفي بن الراهب أو مسافر المخزومي، وجاءت أميمة بنت بشر هاربة من زوجها ثابت بن الشمراخ وقيل: حسان بن الدحداحة. وطلبهن أزواجهن، فجاء بعضهم إلى المدينة، وجاء زوج سبيعة الأسلمية يطلب ردها إليه وقال: إن طينة الكتاب الذي بيننا وبينك لم تجف بعد. فأنزل الله: ﴿يَا أَيُّهَا الَّذِينَ آمَنُوا إِذَا جَاءَكُمُ الْمُؤْمِنَاتُ مُهَاجِرَاتٍ فَامْتَحِنُوهُنَّ اللَّهُ أَعْلَمُ بِإِيمَانِهِنَّ فَإِنْ عَلِمْتُمُوهُنَّ مُؤْمِنَاتٍ فَلَا تَرْجِعُوهُنَّ إِلَى الْكُفَّارِ لَا هُنَّ حِلٌّ لَهُمْ وَلَا هُمْ يَحِلُّونَ لَهُنَّ وَآتُوهُمْ مَا أَنْفَقُوا وَلَا جُنَاحَ عَلَيْكُمْ أَنْ تَنْكِحُوهُنَّ إِذَا آتَيْتُمُوهُنَّ أُجُورَهُنَّ وَلَا تُمْسِكُوا بِعِصَمِ الْكَوَافِرِ وَاسْأَلُوا مَا أَنْفَقْتُمْ وَلْيَسْأَلُوا مَا أَنْفَقُوا ذَلِكُمْ حُكْمُ اللَّهِ يَحْكُمُ بَيْنَكُمْ وَاللَّهُ عَلِيمٌ حَكِيمٌ ۝١٠﴾ [الممتحنة:10]. فأبى الله أن يرددن إلى المشركين إذا هن امتحن بمحنة الإسلام، فعرفوا أنهن إنما جئن رغبة في الإسلام، وأمر برد صدقاتهن إليهم إن احتبسن عنهم، إن هم ردوا على المسلمين صداق من حبسوا عنهم من نسائهم. فأمسك النبي النساء ورد الرجال، ولولا الصلح لأمسك النساء ولم يردد لهن صداقًا، مثلما كان يصنع بمن جاءه من المسلمات قبل العهد.
كما نزل في ذات الآية قول الله: ﴿وَلَا تُمْسِكُوا بِعِصَمِ الْكَوَافِرِ﴾ [الممتحنة:10]، فطلق عمر يومئذ امرأتين كانتا له في الشرك، طلق امرأته قريبة بنت أبي أمية، فتزوجها معاوية، وأم كلثوم بنت جرول أم عبيد الله بن عمر الخزاعية، فتزوجها أبو جهم بن حذيفة، وقال الذهبي تزوجها صفوان بن أمية.

## هوامش
1. ↑  الحديبية هي بئر سُمي المكان باسمها؛ وهي قرية متوسطة ليست بالكبيرة وبينها وبين مكة مرحلة وبينها وبين المدينةِ تسع مراحل وبعضها في الحل وبعضها في الحرم.[8] وقيل شجرة جدباء صغرت وسمي المكان بها. قال المحب الطبري: الحديبية قرية قريبة من مكة أكثرها في الحرم.[15]
2. ↑   أي صدور منطوية على ما فيها، لا تبدي عداوة، وضرب العيبة مثلًا.[31]
3. ↑  الإسلال: السرقة الخفية. والإغلال: الخيانة.[31]

### معلومات المراجع المُفصَّلة
الكتب مرتبة حسب تاريخ النشر
- مسلم بن الحجاج (1916)، صحيح مسلم (ط. 1)، إسطنبول: دار الطباعة العثمانية، OCLC:862990803، QID:Q123415095
- محمد رشيد رضا (1949)، محمد صلى اللّه عليه وسلم، القاهرة: دار إحياء الكتب العربية، OCLC:936117174، QID:Q60797170
- عبد الملك بن هشام (1955)، السيرة النبوية لابن هشام، تحقيق: مصطفى السقا، إبراهيم الإبياري، عبد الحفيظ شلبي، القاهرة: مطبعة مصطفى البابي الحلبي، OCLC:784296253، QID:Q120885568
- ابن حجر العسقلاني (1959)، فتح الباري بشرح صحيح البخاري، تحقيق: محب الدين الخطيب، بيروت: دار المعرفة للطباعة والنشر، OCLC:1103728639، QID:Q116945634
- محمد بن جرير الطبري (1967)، تاريخ الرُّسُل و المُلُوك، تحقيق: محمد أبو الفضل إبراهيم (ط. 2)، القاهرة: دار المعارف، OCLC:934442375، QID:Q114456807
- محمد الطاهر بن عاشور (1984)، التحرير والتنوير من التفسير، تونس: الدار التونسية للنشر، OCLC:11603545، QID:Q115641984
- محمد بن سعد البغدادي (1990)، الطبقات الكبرى، تحقيق: محمد عبد القادر عطا (ط. 1)، بيروت: دار الكتب العلمية، OCLC:949938103، QID:Q116749953
- محمد بن إسماعيل البخاري (1993)، صحيح البخاري، تحقيق: مصطفى ديب البغا (ط. 5)، دمشق: دار ابن كثير، OCLC:235973867، QID:Q124370879
- ابن كثير الدمشقي (1997)، البداية والنهاية، تحقيق: عبد الله بن عبد المحسن التركي، القاهرة: هجر للطباعة والنشر والتوزيع والإعلان، OCLC:4770896261، QID:Q113496832
- محمد بن عبد الوهاب (1997)، مختصر سيرة الرسول صلى الله عليه وسلم، السعودية: وزارة الشؤون الإسلامية والأوقاف والدعوة والإرشاد السعودية، ج. 1، QID:Q134540430
- أحمد بن حنبل (2001)، مسند الإمام أحمد بن حنبل، تحقيق: شعيب الأرنؤوط (ط. 1)، بيروت: مؤسسة الرسالة، OCLC:38490947، QID:Q115484580
- صفي الرحمن المباركفوري (2002)، الرحيق المختوم، بيروت: دار الهلال، OCLC:4770120781، QID:Q121008886
- علي بن برهان الدين الحلبي (2006)، إنسان العيون في سيرة الأمين المأمون: السيرة الحلبية (ط. 2)، بيروت: دار الكتب العلمية، OCLC:4770543226، QID:Q116753167
- شمس الدين الذهبي (2006)، سير أعلام النبلاء، تحقيق: محمد أيمن الشبراوي، القاهرة: دار الحديث، OCLC:85849749، QID:Q120648548
- محمد بن جرير الطبري (2010)، جامع البيان عن تأويل آي القرآن، تحقيق: محمود محمد شاكر، مكة المكرمة: دار التربية والتراث، QID:Q121008769
- موسى بن راشد العازمي (2011)، اللؤلؤ المكنون في سيرة النبي المأمون، مدينة الكويت: المكتبة العامرية، QID:Q135216658

## وصلات خارجية
- من الذي نقض صلح الحديبية، الإسلام سؤال وجواب.
- فوائد ودروس وعِبَر من صلح الحديبية، موقع على بصيرة.
- صلح الحديبية وشروطه، مقالات إسلام ويب.

| قبلها: معركة ذي قرد | غزوات الرسول صلح الحديبية | بعدها: غزوة خيبر |